# Culex albinensis
Culex albinensis är en tvåvingeart som beskrevs av Bonne-wepster och Cornelis Bonne 1919. Culex albinensis ingår i släktet Culex och familjen stickmyggor. Inga underarter finns listade i Catalogue of Life.